# Черкизово (муниципальный округ)
Черки́зово — бывший муниципальный округ Москвы, просуществовавший с 1991 года по 1995 год, когда его территория была преобразована в район «Преображенское».

## История
Временный муниципальный округ «Черкизово» был создан в ходе административной реформы 1991 года и входил в состав Восточного административного округа Москвы. После принятия 5 июля 1995 году закона «О территориальном делении города Москвы» данный муниципальный округ был преобразован в район «Преображенское» практически в неизменных границах.

## Границы муниципального округа
Согласно распоряжению мэра Москвы «Об установлении временных границ муниципальных округов Москвы» граница муниципального округа «Черкизово» проходила:
по северо-восточной границе Преображенского кладбища, до пересечения с восточной границей Преображенского рынка до пересечения с 3-й Черкизовской улицей, по 3-й Черкизовской улице до пересечения с улицей Преображенский Вал, по улице Преображенский Вал и по улице Измайловский Вал до пересечения с Малой Семёновской улицей, по Малой Семёновской улице до пересечения с западной границей территории поликлиники № 64, по западной и северной границе поликлиники № 64, по южной и восточной границам территории ПТУ-24, по восточной границе Дома пионеров до пересечения с железнодорожной веткой, по железнодорожной ветке до пересечения с проектируемым проездом № 3352, по проектируемому проезду № 3352 до пересечения с улицей Буженинова (включая д. 3 корпус 1 по 1-му Электрозаводскому переулку), по улице Буженинова до пересечения со 2-м Электрозаводским переулком, по 2-му Электрозаводскому переулку до пересечения с Электрозаводской улицей, по Электрозаводской улице до пересечения с северной границей территории завода «Физэлектроприбор», по северной границе завода «Физэлектроприбор» до пересечения с Преображенской набережной, по Преображенской набережной до южной границы территории больницы им. Ганнушкина, по южной границе больницы им. Ганнушкина до пересечения с Потешной улицей, по Потешной улице до пересечения с улицей Богородский Вал, по улице Богородский Вал и Просторной улицы, по Открытому шоссе до пересечения с Тюменской улицей, по Тюменской улице до пересечения с северной границей метродепо, по северной границе метродепо до набережной Шитова, по набережной Шитова до пересечения с Большой Черкизовской улицей, по Большой Черкизовской улице до пересечения с Окружным проездом, по Окружному проезду до северной границы территории Московской школы милиции, по северной и западной границам территории школы до проектируемого проезда № 221, по проектируемому проезду № 221 до северо-западной границы складской зоны, по северо-западной границе складской зоны до пересечения с северо-восточной границей Преображенского кладбища.